# Campionati europei di ciclismo su pista
I campionati europei di ciclismo su pista (en. UEC Track European Championships) sono una competizione di ciclismo su pista organizzata dall'Unione Europea di Ciclismo (UEC) in cui concorrono ciclisti facenti parte dei Paesi membri dell'UEC stessa. Raggruppa diverse specialità del ciclismo su pista in gare riservate alla categoria Elite.

## Storia
Sin dal 1894, e fino a inizio degli anni 1990, furono organizzate delle prove a livello continentale inizialmente limitate alla velocità e al mezzofondo, e successivamente affiancate da americana (1949), omnium (1956) e derny (1962). Il record di vittorie nella velocità è di Giordano Turrini, con sei titoli; nell'americana appartiene a Patrick Sercu e René Pijnen, che riuscirono a ottenere sei vittorie ciascuno, mentre nell'omnium il record di successi è ancora di Sercu, con undici titoli tra il 1965 e il 1980; con il titolo vinto nel derny nel 1977, Sercu detiene anche il record totale di diciotto titoli europei.
Con l'avvio dell'era open, nel 1995 venne lanciato un campionato europeo riservato unicamente al mezzofondo e uno riservato all'omnium (nelle specialità sprint ed endurance), mentre dal 2000 si tiene un'analoga rassegna riservata unicamente al derny. Le prove di mezzofondo e derny dal 2018 sono raggruppate in un'unica rassegna.
Nel 2001 si è svolta la prima edizione dei campionati europei per le categorie Juniores e Under-23.
A partire dal 2010 si svolge una competizione unitaria, riservata unicamente ai ciclisti europei della categoria Elite, che raggruppa tutte le specialità del programma dei campionati del mondo, e che funge anche da prova di qualificazione per i Giochi olimpici. Nel 2016 e nel 2017 anche il mezzofondo maschile ha fatto parte del programma dei campionati.

## Edizioni
| Anno | Nazione     | Città                     |
| ---- | ----------- | ------------------------- |
| 2010 | Polonia     | Pruszków                  |
| 2011 | Paesi Bassi | Apeldoorn                 |
| 2012 | Lituania    | Panevėžys                 |
| 2013 | Paesi Bassi | Apeldoorn                 |
| 2014 | Francia     | Baie-Mahault              |
| 2015 | Svizzera    | Grenchen                  |
| 2016 | Francia     | Saint-Quentin-en-Yvelines |
| 2017 | Germania    | Berlino                   |
| 2018 | Regno Unito | Glasgow                   |
| 2019 | Paesi Bassi | Apeldoorn                 |
| 2020 | Bulgaria    | Plovdiv                   |
| 2021 | Svizzera    | Grenchen                  |
| 2022 | Germania    | Monaco di Baviera         |
| 2023 | Svizzera    | Grenchen                  |
| 2024 | Paesi Bassi | Apeldoorn                 |
| 2025 | Belgio      | Heusden-Zolder            |

## Albo d'oro
Prove maschili (nell'ambito della rassegna unitaria)
- Americana (2010-oggi)
- Chilometro a cronometro (2014-oggi)
- Corsa a eliminazione (2015-oggi)
- Corsa a punti (2011-oggi)
- Inseguimento a squadre (2010-oggi)
- Inseguimento individuale (2014-oggi)
- Keirin (2010-oggi)
- Mezzofondo (2016-2017)
- Omnium (2010-oggi)
- Scratch (2014-oggi)
- Velocità (2010-oggi)
- Velocità a squadre (2010-oggi)

Prove femminili (nell'ambito della rassegna unitaria)
- Americana (2016-oggi)
- 500 metri a cronometro (2014-oggi)
- Corsa a eliminazione (2015-oggi)
- Corsa a punti (2011-oggi)
- Inseguimento a squadre (2010-oggi)
- Inseguimento individuale (2014-oggi)
- Keirin (2010-oggi)
- Scratch (2014-oggi)
- Velocità (2010-oggi)
- Velocità a squadre (2010-oggi)
- Omnium (2010-oggi)